# Université PSL
Die Université Paris Sciences et Lettres (kurz Université PSL) ist eine staatliche Universität in Paris, Frankreich. Sie ist 2010 durch den Zusammenschluss einiger der angesehensten Hochschulen des Landes – sogenannten Grandes Écoles – entstanden.
Die Université PSL befindet sich im Stadtkern von Paris mit Hauptstandorten im Quartier Latin, der Porte Dauphine, der Rue Richelieu und dem Campus Jourdan. Forschung und Lehre an der Universität decken das naturwissenschaftliche, geisteswissenschaftliche, künstlerische und technische Fächerspektrum ab. 17.000 Studierende studieren an der Universität. Der Präsident ist El Mouhoub Mouhoud.
Zu den Ehemaligen der Université PSL gehören 28 Nobelpreisträger, 10 Fields-Medaillengewinner, 3 Abel-Preisträger, 49 CNRS-Goldmedaillengewinner und 50 César-Gewinner. Sie rangiert im internationalen Vergleich als eine der besten Universitäten Frankreichs und unter den besten 50 weltweit.

## Geschichte

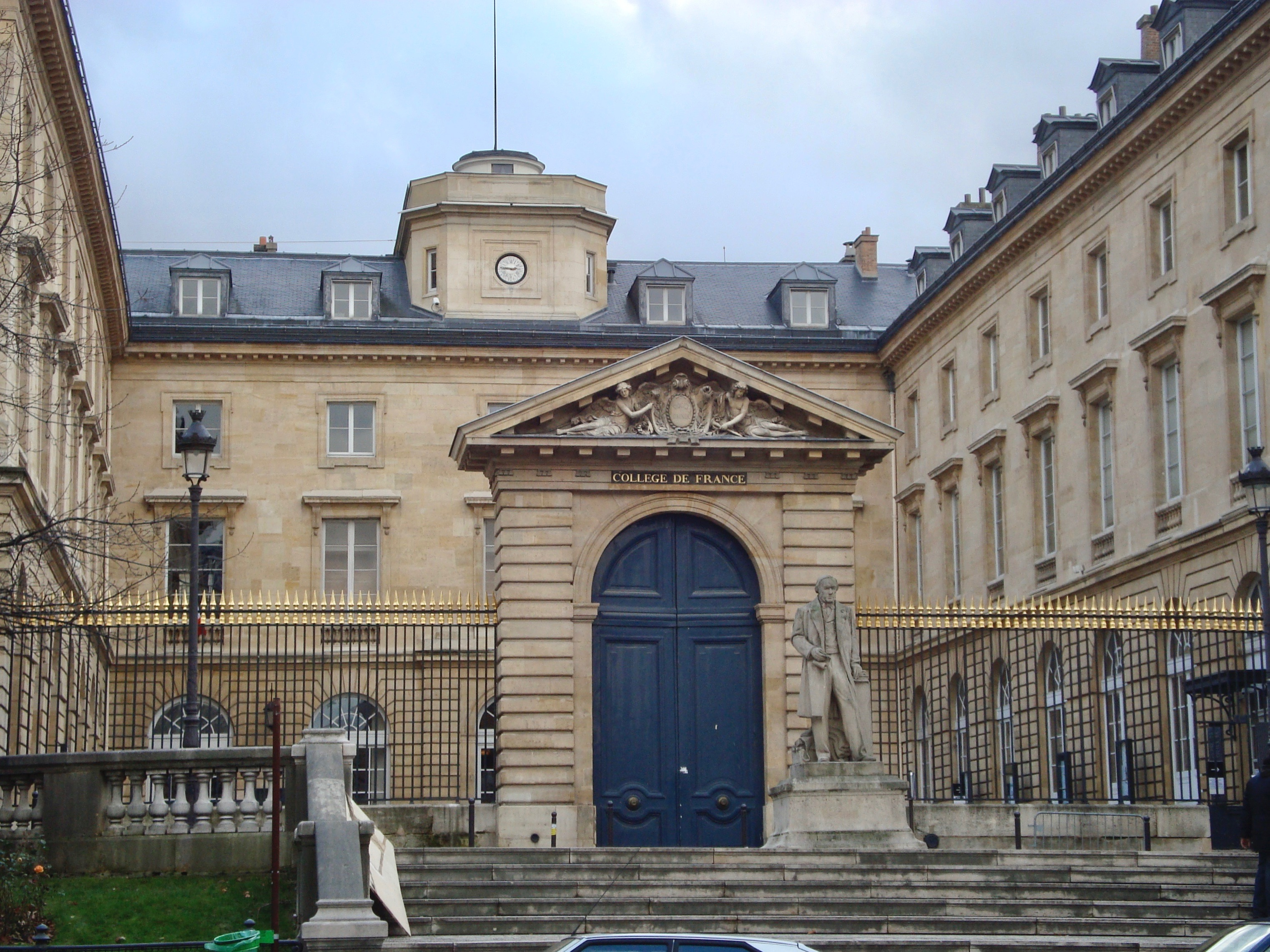
Das Collège de France, Université PSL im Quartier Latin.

### Zusammenschluss und Gründung
Die PSL wurde 2010 als Paris Sciences et Lettres – Quartier Latin (kurz PSL-QL) von fünf Pariser Elitenhochschulen und Forschungszentren begründet. Es handelte sich zunächst um eine Forschungseinrichtung auf dem Gebiet der Geistes- und Literaturwissenschaften. Die Initiatoren dieser Zusammenarbeit waren die École normale supérieure und das Collège de France. Vorwiegend diese Kooperation nahm die Form gemeinsamer Forschungsprojekte an. Mittelfristiges Ziel war es, eine Forschungsuniversität aus den beteiligten Institutionen herauszubilden.

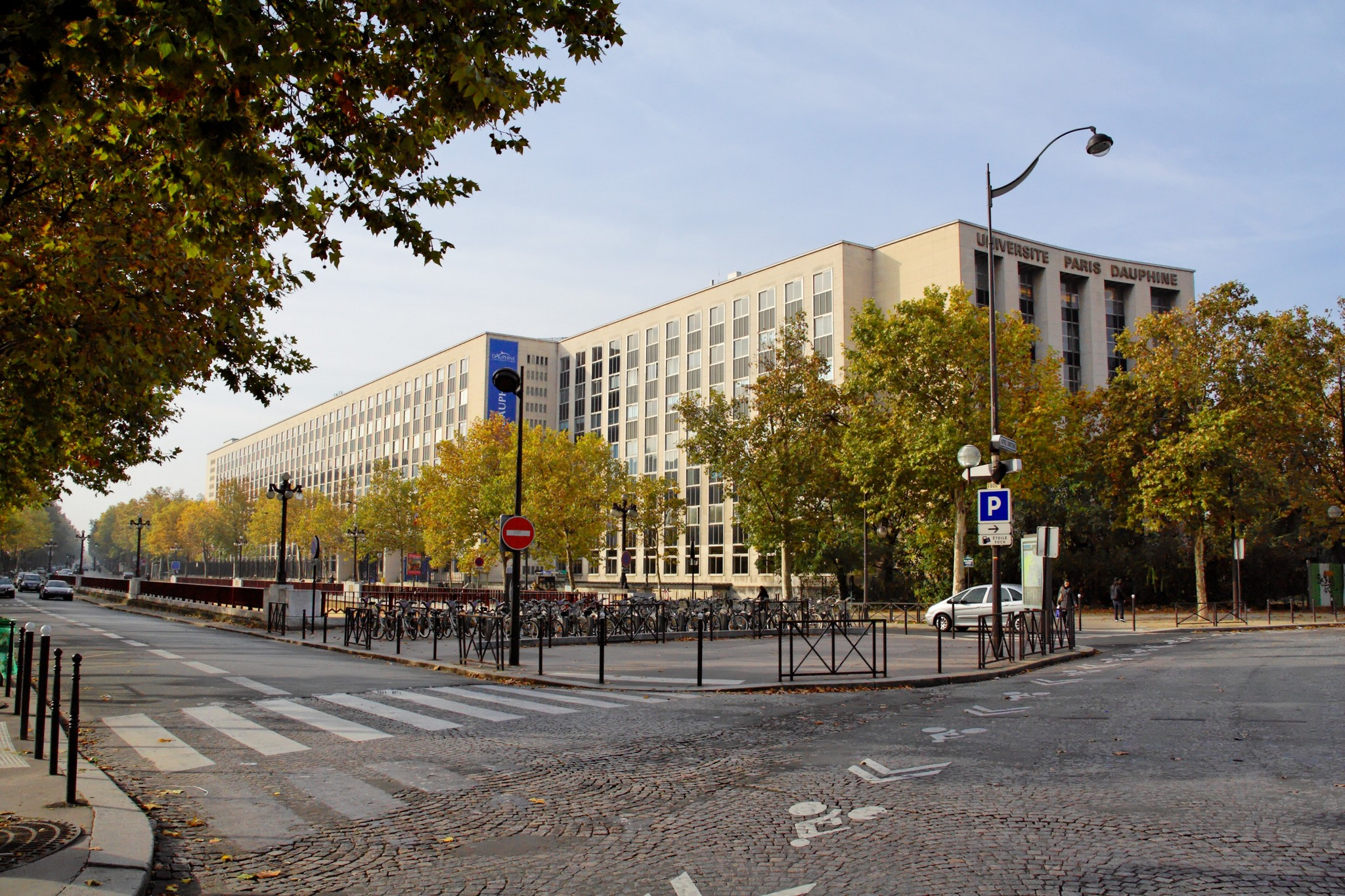
Blick auf den Campus Paris-Dauphine, Université PSL.

Acht neue Mitglieder traten bald danach bei: zwei als Gründungsmitglieder (Universität Paris-Dauphine, Institut Curie) und sechs assoziiert (Conservatoire national supérieur d’art dramatique, Conservatoire national supérieur de musique et de danse de Paris, École nationale supérieure des arts décoratifs, École nationale supérieure des beaux-arts, Fondation Pierre-Gilles de Gennes pour la recherche, Institut Louis Bachelier). Vier weitere wurden 2014 assoziiert: École nationale des chartes, École pratique des hautes études (EPHE), École des hautes études en sciences sociales (EHESS), École française d’Extrême-Orient.
Neun Institutionen billigten schließlich 2019 die neuen Statuen und wurden zum établissement-composante (constituent college): Chimie ParisTech, Conservatoire national supérieur d’art dramatique, École Nationale des Chartes, École normale supérieure, École pratique des hautes études, ESPCI Paris, Observatoire de Paris, MINES ParisTech, Paris Dauphine. Ergänzend wurden zwei Mitglieder mit sehr spezifischen Statuten nur assoziiert: Das College de France und das Institut Curie. Das Modell einer Verbunduniversität führt vor allem zu besseren Platzierungen in Universitätsrankings und begünstigt die Einwerbung europäischer Fördermittel.

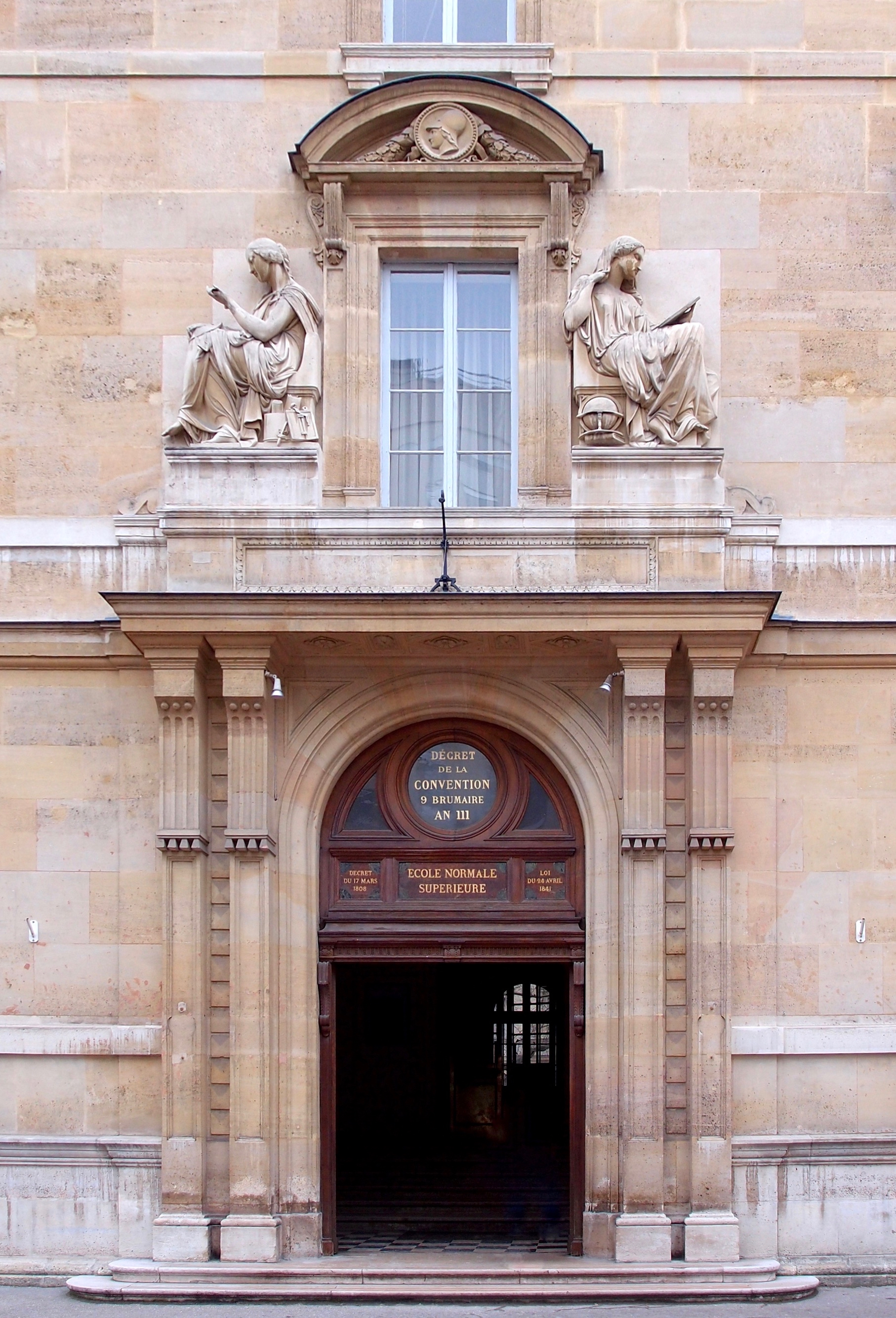
Eingangsportal École Normale Supérieure, Université PSL, in der Rue d’Ulm.

### Exzellenzinitiative
Die Gründungspräsidentin war Monique Canto-Sperber. Innerhalb der französischen Universitätsreform und der Organisation von Forschungsinstitutionen hat Paris Sciences et Lettres – Quartier Latin eine Exzellenzinitiative gestartet, um 13 Pariser Institutionen zusammenzubringen und eine vereinigte Forschungsuniversität zu bilden. Das Ziel liegt darin, zu den führenden angelsächsischen Universitäten aufzuschließen und im Wettbewerb mit den nachdrängenden asiatischen zu bestehen. Mehr als 70 % der PSL-Studierenden sind auf dem Master- oder PhD-Level. 140 Laboratorien, 2.900 Personen Forschungs- und Lehrpersonal und ungefähr 100 ERC-Förderungen tragen die Universität.
Gegen eine Bevorzugung der PSL haben sich andere französische Hochschulen bzw. deren Vertretungen (Conseil national de l’enseignement supérieur et de la recherche) ausgesprochen. Das Konzept vereinige zu viel Gemischtes, es fehle an klaren Zielen.

## Organisation
Die Université PSL besteht aus elf Gründungsmitgliedern und assoziierten Forschungseinrichtungen. Drei nationale Forschungseinrichtungen (CNRS, Inserm, Inria) sind organisatorisch und strategisch involviert.

### Gründungsmitglieder
| Name                                                    | Gründungsjahr                     | Form                              | Fächerspektrum                                                          | Studierende | Campus                |
| ------------------------------------------------------- | --------------------------------- | --------------------------------- | ----------------------------------------------------------------------- | ----------- | --------------------- |
| École nationale supérieure de chimie                    | 1896                              | Grande école                      | Ingenieurwissenschaften                                                 | 300         | Paris                 |
| Conservatoire national supérieur d’art dramatique       | 1784                              | Grande école                      | Darstellende Künste                                                     | 100         | Paris                 |
| École normale supérieure                                | 1794                              | Grande école                      | Naturwissenschaften und Humanwissenschaften                             | 2.400       | Paris                 |
| École Pratique des Hautes Études                        | 1868                              | Grand établissement               | Naturwissenschaften                                                     | 2.000       | Paris                 |
| École supérieure de physique et de chimie industrielles | 1882                              | Grande école                      | Ingenieurwissenschaften                                                 | 360         | Paris                 |
| École nationale des chartes                             | 1821                              | Grande école                      | Geisteswissenschaften                                                   | 170         | Paris                 |
| École nationale supérieure des mines                    | 1783                              | Grande école                      | Ingenieurwissenschaften                                                 | 1500        | Paris                 |
| Observatoire de Paris                                   | 1667                              | Grand établissement               | Naturwissenschaften                                                     | 150         | Paris, Meudon, Nançay |
| Université Paris-Dauphine                               | um 1150 (Universität Paris), 1968 | Grande école, Grand établissement | Mathematik, Wirtschaftswissenschaften, Sozialwissenschaften, Informatik | 10.000      | Paris                 |
| Collège de France                                       | 1530                              | Grand établissement               | Naturwissenschaften, Geisteswissenschaften                              |             | Paris                 |
| Institut Curie                                          | 1920                              | Forschungseinrichtung             | Naturwissenschaften                                                     |             | Paris                 |

### Assoziierte Mitglieder
| Name                                                                   | Gründungsjahr | Form                  | Fächerspektrum        | Studierende | Campus    |
| ---------------------------------------------------------------------- | ------------- | --------------------- | --------------------- | ----------- | --------- |
| École nationale supérieure des Beaux-Arts                              | 1817          | Grande école          | Kunstwissenschaft     | 530         | Paris     |
| École française d’Extrême-Orient (EFEO)                                | 1900          | Forschungseinrichtung | Kulturwissenschaften  |             | Paris     |
| École nationale d’administration (ENA)                                 | 1945          | Grande école          | Public Administration | 533         | Straßburg |
| École nationale supérieure des arts décoratifs                         | 1766          | Grande école          | Kunst und Design      | 700         | Paris     |
| École nationale supérieure des métiers de l’Image et du Son (La Fémis) | 1943          | Grande école          | Film                  | 230         | Paris     |
| Institut Louis Bachelier                                               | 2008          | Organisation          | Volkswirtschaftslehre |             | Paris     |
| ENSA Paris-Malaquais                                                   | 1968          | Grande école          | Architektur           |             | Paris     |

### Forschungseinrichtungen
- CNRS
- Inria
- Inserm

### Präsidentschaft
Seit 2024 ist El Mouhoub Mouhoud Präsident der Université PSL. Früher hatte Alain Fuchs die Position von Thierry Coulhon übernommen, welcher zuvor den französischen Präsidenten in Bildungsfragen beriet.
- 2012 – 2014: Monique Canto-Sperber, zuvor Direktorin der ENS, Gründungspräsidentin der PSL[5]
- 2014 – 2015: Romain Soubeyran, Direktor MINES ParisTech
- 2014 – 2017: Thierry Coulhon, zuvor Direktor des mathematischen Instituts der Australian National University in Canberra[6]
- 2017–2024: Alain Fuchs, zuvor Präsident von CNRS[7]
- 2024–: El Mouhoub Mouhoud, zuvor Präsident der Universität Paris-Dauphine

## Internationale Rankings
Die erste Erwähnung nach dem Zusammenschluss der Gründungsmitglieder war 2017. Times Higher Education platzierte die Université PSL weltweit auf den 72. Platz und auf den ersten Platz in Frankreich, gefolgt vom 41. Platz weltweit in 2018. Aktuell (2020/21) rangiert die Université PSL weltweit auf dem 45. Platz in den Times Higher Education World University Rankings, dem 52. Platz in den QS World University Rankings und 21. Platz in den Center for World University Rankings.  Sie ist jeweils als beste oder zweitbeste Universität Frankreichs ausgewiesen.